# Bilklub
En bilklub er en forening for bil-entusiaster. Som regel består klubben af en gruppe personer med interesse i det samme bilmærke eller den samme bilmodel, men fokus kan variere, og kan således også omhandle styling, motorteknik eller tuning – eller en blanding.
Bilklubber afholder træf, hvor man kan betragte hinandens biler, høre om styling og tuning, og andres projekter til modificering af bilerne. Ligeledes kan der også gives gode råd til hvordan man holder sin bil så original som muligt, kører langt på literen, eller hvordan en gammel bil, eller veteranbil kan restaureres. I de senere år er der kommet en del nye online bilklubber frem med forums og mulighed for at dele billeder og video med andre bilentusiaster.
For at det kan kaldes en bilklub, skal der være klubvedtægter, en demokratisk valgt bestyrelse samt kontingent og evt et medlemsblad (kan være online)